# Erodium amanum
Erodium amanum là một loài thực vật có hoa trong họ Mỏ hạc. Loài này được Boiss. & Kotschy mô tả khoa học đầu tiên năm 1867.